# Carl Schurz
Carl Schurz (2. marts 1829 – 14. maj 1906) var en tysk revolutionær, en amerikansk statsmand og reformator og general i den amerikanske borgerkrig. Han var også en dygtig journalist, avisredaktør og taler og blev som den første tyskfødte amerikaner i 1869 valgt til Senatet.
Hans kone, Margarethe Schurz, og hendes søster, Bertha von Ronge, var med til at få indført børnehaver i De Forenede Stater. I sine senere år var Schurz måske den mest prominente uafhængige politiker i amerikansk politik, kendt for sin principfasthed, upartiskhed og sin moralske samvittighed.
Han er kendt for at have sagt: "Mit land, i ret og uret. Hvis ret, skal det forblive ret, hvis uret skal det rettes". Mange gader, skoler og parker er opkaldt efter ham herunder Carl Schurz Park i New York.

## Tidlige år
Schurz blev født i Liblar ved Erftstadt den 2. marts 1829, som søn af en lærer. Han studerede på Jesuit Gymnasiet i Köln og på Universitetet i Bonn, hvor han blev revolutionær, dels gennem sit venskab med Gottfried Kinkel, som var professor der og Johannes von Ronge.
I Bonn bistod han Kinkel i redaktionen af Bonner Zeitung. Han blev også medlem af den nationalistiske studenterforening Burschenschaft Franconia Bonn og var aktiv i revolutionen i 1848. Da revolutionen blev slået ned, undslap han til Zürich. I 1850 vendte han hemmeligt tilbage til Tyskland, reddede Kinkel fra fængsel i Spandau og hjalp ham med at flygte til Skotland. Schurz tog derefter til Paris, men politiet tvang ham til at forlade Frankrig kort før det franske statskup i 1851, og han flyttede til London. Der blev han til august 1852 og tjente til livets ophold ved at undervise i tysk. Han giftede sig med Ronges svigerinde Margarethe Meyer i juli 1852 og flyttede til Amerika. Efter at have boet i Philadelphia flyttede Schurz og hans kone til Watertown i Wisconsin, hvor Carl fortsatte med politik, og Margarethe begyndte sit arbejde med uddannelse af småbørn. Schurz er formentlig den bedst kendte Forty-Eighter, de tyske emigranter som kom til USA efter de mislykkede liberale revolutioner i Tyskland.

## Politik i USA
I 1855 slog Schurz sig ned i Watertown i Wisconsin, hvor han straks blev optaget af antislaveri bevægelsen – og i politik, hvor han sluttede sig til det Republikanske Parti. I 1857 lykkedes det ham ikke at blive valgt som viceguvernør. Under kampagnen i Illinois året efter mellem Abraham Lincoln og Stephen A. Douglas deltog han som taler på Lincolns vegne mest på tysk, hvilket forbedrede Lincoln popularitet blandt tysk-amerikanske vælgere. I 1858 blev han optaget i advokatsamfundet i Wisconsin og begyndte at fungere som advokat i Milwaukee. I kampagnen før lokalvalgene i 1859 holdt han en tale i Boston den 18. april, hvor han angreb loven om bortrømte slaver fra 1850 og talte for staternes rettigheder. han holdt en tale om "Sand amerikanskhed", som, da den kom fra en fremmed, havde til formål at rense det republikanske parti for anklager om kun at være for "indfødte". Tyskerne fra Wisconsin prøvede forgæves at få ham opstillet som Republikanernes kandidat til guvernørposten i 1859. Ved Republikanernes partikonvent i 1860 var Schurz talsmand for delegationen fra Wisconsin, som stemte for William H. Seward, men alligevel var Schurz medlem af den komite, som bragte Lincoln nyheden om hans nominering.

## Borgerkrig
På trods af Sewards indvendinger, som baserede sig på Schurzs baggrund som revolutionær i Europa, sendte Lincoln ham i 1861 til Spanien som ambassadør. Han havde held til i stilhed at overtale Spanien til ikke at støtte Sydstaterne. Han overtalte Lincoln til at give sig en stilling i hæren, og Schurz blev brigadegeneral i den frivillige hær i april, og i juni overtog han kommandoen over en division, først under John C. Frémont, og dernæst i Franz Sigels korps, med hvilket han deltog i Andet slag ved Bull Run. Han blev forfremmet til Generalmajor i den frivillige hær den 14. marts 1863 og var divisionskommandør i XI Korps i Slaget ved Chancellorsville under general Oliver O. Howard, med hvem han senere havde en bitter kontrovers om den strategi, som resulterede i et nederlag mod Stonewall Jackson. I Slaget ved Gettysburg, som var en sejr for Unionen, kommanderede han 3. division i Howards XI Korps, og ligeså i slaget ved Chattanooga (også en sejr for Unionen). Senere blev han sat til at lede et uddannelseskorps i Nashville. Han vendte kort tilbage til aktiv tjeneste ved Shermans hær i North Carolina som stabschef i Henry Warner Slocums Army of Georgia. Han trak sig tilbage fra hæren, da krigen sluttede.

## Politik efter krigen
I sommeren 1865 sendte præsident Andrew Johnson Schurz til Syden for at undersøge forholdene. Derefter skændtes de, fordi Schurz godkendte General Henry W. Slocums ordre som forbød opbygning af en milits i Mississippi. Schurzs rapport, som foreslog at sydstaterne skulle føres tilbage i Unionen med fulde rettigheder samt at behovet for yderligere lovgivning skulle undersøges af en komite i Kongressen blev ignoreret af præsidenten. I 1866 flyttede Schurz til Detroit, hvor han blev chefredaktør for Detroit Post. I 1867 flyttede han til St. Louis, hvor han blev redaktør og medejer sammen med Emil Praetorius af Westliche Post, hvor han antog Joseph Pulitzer som journalistelev. I vinteren 1867-1868 rejste han rundt i Tyskland. Beretningen om hans interview med Otto von Bismarck er et af de mest interessante kapitler i hans Reminiscences. Han talte imod en hård linje over for sydstaterne, og for "ærlige penge" (sølvindløselighed) under præsidentkampagnen i 1868.
I 1869 blev han valgt til Senatet fra Missouri og blev dermed den først tysk-amerikaner i denne forsamling. Han blev kendt for sine taler, hvor han gik ind for en forsvarlig finanspolitik, mod imperialisme og for integritet i regeringsarbejdet. Han brød med Republikanerne og startede "Liberal Republican" bevægelsen i Missouri som i 1870 fik valgt B. Gratz Brown som guvernør.
I 1872 var han ordstyrer ved de liberale Republikaneres konvent, som opstillede Horace Greeley til præsidentvalget. Schurz ville selv have valgt Charles Francis Adams eller Lyman Trumbull. Konventet støttede heller ikke Schurz' syn på told. Han var imod Grants
Santo Domingo politik—efter Fessendens død var Schurz medlem af Udenrigskomiteen. Hans politik over for Syden samt regeringens beslutning om at sælge våben og lave patroner til den franske hær i den Fransk-preussiske krig. I 1875 førte han kampagne for Rutherford B. Hayes som repræsentant for "sunde penge" i Ohio guvernørens kampagne.

## Indenrigsminister
I 1876 støttede han Hayes ved præsidentvalget og Hayes udpegede ham til Indenrigsminister efter at have fulgt mange af hans råd om sammensætningen af regeringen og udformningen af hans tiltrædelsestale. I sit ministerium implementerede Schurz sine teorier om erfaring som grundlag for udnævnelser og tillod ingen afskedigelser uden grund og krævede, at kandidater til job skulle gennemgå prøver og kun de bedste ansættes. Hans indsats for at fjerne politisk udpegning til poster blev en begrænset succes. Som tidlig naturbeskyttelsesmand forfulgte han tyve og tiltrak sig offentlighedens opmærksomhed for behovet for at bevare skovene.
I Schurzs tid som indenrigsminister var der en bevægelse, som var kraftigt understøttet af general William Tecumseh Sherman om at overføre Kontoret for Indianske Anliggender til Krigsministeriet
Schurz var modstander af at flytte Kontoret for Indianske Anliggender tilbage til krigsministeriet, som var ivrig for at få kontrollen tilbage, så det kunne fortsætte sit "pacificerings program", og i den sidste ende fik kontoret lov at blive i Indenrigsministeriet. Kontoret for Indianske Anliggender havde været det mest korrupte i Indenrigsministeriet. Stillinger der blev tildelt efter politisk udpegning og blev set som licens til at udnytte reservaterne til personlig vinding. Schurz indså, at kontoret måtte renses for korruption inden der kunne opnås noget som helst positivt, og derfor gennemførte han en vidtgående inspektion af tjenesten, afskedigede adskillige embedsmænd og indledte reformer af tjenesten, hvor stillinger og forfremmelser blev tildelt på baggrund af indsats og resultater, ikke politisk indflydelse.
Schurzs ledelse af Kontoret for Indianske Anliggender var kontroversielt. Hans rolle i ophævelsen af traktater indgået med forskellige indianerstammer er beskrevet i Dee Browns bog
Bury My Heart at Wounded Knee. Selv om han bestemt ikke var en af arkitekterne bag kampagnen for at flytte indianerne væk fra deres land og ind i reservater, fortsatte han den hidtidige praksis. Som svar på adskillige reformatorer fra det 19. århundrede omstødte han siden sin godkendelse af politikken om at fjerne indianerne fra deres hjemlande og understøttede den assimileringspolitik som mange reformatorer foretrak dengang.

## Otium og død
Efter at have trukket sig tilbage i 1881 flyttede Schurz til New York, og fra sommeren 1881 til efteråret 1883 var han chefredaktør og en af ejerne af New York Evening Post. I 1884 var han en af lederne i den uafhængige bevægelse mod nominering af James Blaine til præsident og for valget af Grover Cleveland. Fra 1888 til 1892 var han overordnet repræsentant for Hamburg American Steamship Company i Amerika.
I 1892 fulgte han George William Curtis som præsident for National Civil Service Reform League og fortsatte på denne post til 1901. Han fulgte Curtis som lederskribent i Harper's Weekly i 1892–1898 og støttede aktivt en valgreform. I 1895 talte han for Fusion anti-Tammany Hall lovgivningen i New York. Han var imod William Jennings Bryan ved præsidentvalget i 1896 og talte for "sound money" og ikke inden for rammerne af det Republikanske parti. Omvendt støttede han Bryan ved valget i 1900 på grund af sine antiimperialistiske standpunkter, hvilket også førte til hans medlemskab af American Anti-Imperialist League. Ved præsidentvalget i 1904 støttede han Alton B. Parker, den Demokratiske kandidat.
Carl Schurz boede i et sommerhus i Northwest Bay ved Lake George i New York, som var bygget af hans gode ven Abraham Jacobi.
Gennem hele sit liv tøvede Schurz aldrig med at sige sin mening og var kendt af højt placerede politikere som Lincoln og Johnson for sine hyppige breve fyldt med vitriol. På grund af hans skarpt formulerede taler og ledere og hans dybfølte overbevisninger, var han en helt for sine støtter, men ildeset af sine kritikere. Han havde stærke bånd til immigrantsamfundet. Han fortalte på Verdensudstillingen i Chicago i 1893 en gruppe tyske immigranter, hvordan han forventede at de skulle passe ind i det amerikanske samfund:
Jeg har altid været tilhænger af en sund amerikanisering, men det betyder ikke en total afvisning af vor tyske arv. Vores karakter bør tage det bedste af det, som er amerikansk og kombinerede det med det bedste af det som er tysk. Ved at gøre det, kan vi bedst tjene det amerikanske folk og deres civilisation.
Schurz udgav en række skrifter, herunder en bind taler (1865), en fremragende biografi om Henry Clay (1887), essay om Abraham Lincoln (1899) og Charles Sumner (posthumt 1951), og hans Reminiscences (posthumt, 1907–09). I sine senere år skrev han sine erindringer.
Schurz døde i New York og ligger begravet på Sleepy Hollow Cemetery, New York.

## I erindringen
Schurz huskes mange steder rundt om i USA:
- Carl Schurz Park, en 6 ha stor park i New York ved siden af Yorkville, Manhattan, med udsigt til vandet ved Hell Gate. Opkaldt efter Schurz i 1910. Det er her borgmestrene i New York har deres embedsbolig, Gracie Mansion.
- Karl Bitters statue fra 1913 af Schurz ved Morningside Drive og 116th Street i New York
- Carl Schurz og Abraham Jacobi Memorial Park i Bolton Landing, New York
- Carl Schurz Drive, en villavej i den nordlige del af hans tidligere hjemby Watertown, Wisconsin
- Schurz Elementary School, i Watertown, Wisconsin
- Carl Schurz Park, en privat park i Stone Bank (Town of Merton), Wisconsin, på bredden af Moose Lake
- Schurz Monument ("Our Greatest German American") i Menomonee Park, Oshkosh, Wisconsin[12]
- Carl Schurz High School, en historisk bygning i Chicago, bygget i 1910.
- Schurz Hall, et kollegium ved University of Missouri.
- Carl Schurz Elementary School i New Braunfels, Texas
- Mount Schurz, et bjerg i det østlige Yellowstone, nord for Eagle Peak og syd for Atkins Peak, navngivet i 1885 af the United States Geological Survey, for at ære Schurz's indsats for at beskytte Yellowstone National Park
- I 1983 udsendte US Postal Service et 4-cent frimærke med hans navn og ansigt

Adskillige monumenter i Tyskland erindrer om Schurz' liv og levned:
- Gader opkaldt efter ham i Berlin-Spandau, Bremen, Erftstadt-Liblar, Giessen, Heidelberg, Karlsruhe, Köln, Rastatt, Paderborn, Pforzheim, Pirmasens, Leipzig og Wuppertal
- Skoler i Bonn, Bremen,Berlin-Spandau, Frankfurt am Main, Rastatt og hans fødeby Erftstadt-Liblar
- Et byområde i Frankfurt am Main
- Carl Schurz Broen over Neckar floden[13]
- Et springvand i Rastatt
- En tysk kaserne i Hardheim
- Tyske frimærker fra 1952 og 1976

De Forenede Staters hærs base i Bremerhaven var opkaldt efter Schurz – Karl Schurz Kaserne. Denne base fungerede som logistisk knudepunkt for de amerikanske styrker i Tyskland. Basen blev givet tilbage til Tyskland i 1996 efter den kolde krig.

## Yderligere læsning
- Bancroft, Frederic, and Dunning, W. A., Reminiscences of Carl Schurz, (three volumes, New York, 1907-08)
- Bancroft, Frederic, ed., Speeches, Correspondence, and Political Papers of Carl Schurz, (six volumes, New York, 1913)
- Brown, Dee, Bury My Heart at Wounded Knee, 1971
- Fuess, Claude M., Carl Schurz, Reformer, (NY, Dodd Mead, 1932)
- Schurz, Carl, Intimate Letters of Carl Schurz 1841-1869, (Madison, State Historical Society of Wisconsin, 1928)[14]
- Schurz, Carl, The Reminiscences of Carl Schurz, 1829-1863 (two volumes)
- Trefousse, Hans L., Carl Schurz: A Biography, (U. of Tenn. Press, 1982)
- Twain, Mark, "Carl Schurz, Pilot," Harper’s Weekly, May 26, 1906[15]